# Moisés Muñoz Pascual
Moisés Muñoz Pascual (Segura de la Sierra, 1955) es un maestro y político español, presidente de la Diputación Provincial de Jaén entre 2010 y 2011.

## Biografía
Nació en 1955 en la localidad de Segura de la Sierra, esta casado con Josefina Endrino Floro y es padre de dos hijos. Es profesor en las especialidades de Educación Física y Ciencias Sociales, y en el ámbito político pertenece al Partido Socialista Obrero Español, comenzando como concejal en el Ayuntamiento de Segura de la Sierra, cargo que ocupa desde 1987 a 1996. En tal año es elegido diputado por Jaén en la Diputación de dicha provincia, cargo que ostenta desde 1996 a 1999 y, posteriormente desde 1991 a 2011. Fue presidente de la Diputación Provincial de Jaén tras suceder a Felipe López García, cargo que ocupó entre el 27 de abril de 2010 al 24 de junio de 2011, siendo sucedido por Francisco Reyes Martínez.
Desde 2001 es miembro del Consejo Social de la Universidad de Jaén.
Fue también vicepresidente primero y responsable de Economía y Hacienda (2000-2010), presidente del Consejo Regulador de Denominación de Origen Sierra de Segura (2001-2005) y delegado territorial de Medio Ambiente de la Junta de Andalucía por Jaén (2011-2014).